# Tōru Kitamura
Tōru Kitamura (japanisch 北村 徹, Kitamura Toru; * 1960; † 10. Dezember 2010 in Kumamoto) ist ein ehemaliger japanischer Radrennfahrer.

## Sportliche Laufbahn
Kitamura war im Bahnradsport aktiv und Spezialist für den Sprint und Keirinrennen. Bei den Bahnradsport-Weltmeisterschaften 1982 gewann er beim Sieg von Gordon Singleton die Bronzemedaille im Keirin der Berufsfahrer.  